# سیف‌آباد (تاکستان)
سیف‌آباد (تاکستان)، روستایی از توابع بخش خرمدشت شهرستان تاکستان در استان قزوین ایران است.

## جمعیت
این روستا در دهستان رامندشمالی قرار دارد و براساس سرشماری مرکز آمار ایران در سال ۱۳۸۵، جمعیت آن ۸۷۸ نفر (۲۴۹خانوار) بوده‌است.